# Pseudostenophylax nectarion
Pseudostenophylax nectarion är en nattsländeart som beskrevs av Schmid 1991. Pseudostenophylax nectarion ingår i släktet Pseudostenophylax och familjen husmasknattsländor. Inga underarter finns listade i Catalogue of Life.